# アルヴィン・ホワイト
アルヴィン・ホワイト（Alvin Swauger "Al" White, 1918年12月9日 - 2006年4月29日）は、アメリカ合衆国のテストパイロット、機械工学者である。最初に2,000mphで飛行したXB-70と、それに続くマッハ3探査飛行の両方で処女飛行を達成した。

## 概要
1918年12月9日にハロルド・H・ホワイト・シニアとルース・A・ウィンクルマンの間にカリフォルニア州バークレーで生まれた。1936年にカリフォルニア大学デービス校に入学して電気工学を学び、2年後にはカリフォルニア大学バークレー校に移った。Civilian Pilot Training Programで飛行技術を学んで、1940年に資格を取得した。第二次世界大戦中には、1942年にアリゾナ州ウィリアムズ空軍基地で訓練を受けた後、航空学生としてアメリカ陸軍航空軍に入隊した。後に、ノルマンディー上陸作戦からヨーロッパ戦勝記念日までの間は、第335戦闘航空団に所属してP-51に乗り、爆撃機の護衛や機銃掃射のミッションを行った。
戦後、1947年にカリフォルニア大学で機械工学の学士号を取得し、アメリカ空軍及びノースアメリカンのテストパイロットとなった。キャリアの中で、F-86、F-100、YF-107、X-15等、様々な航空機の飛行試験プログラムに参加した。1958年、ホワイトはアメリカ空軍のMISS有人宇宙飛行計画の候補に選ばれたが、この計画は財政上及び技術上の困難さのため、早期に終了した。1961年、彼は世界最大の超音速飛行機であるXB-70の飛行試験計画のチーフテストパイロットに選ばれ、XB-70と、それに続くマッハ3超の航空機の両方の処女飛行の操縦を行った。1966年6月8日、空中衝突によりXB-70の2号機と副操縦士のカール・クロス及び操縦士のジョセフ・ウォーカーを失った事故で、ホワイトは唯一の生存者となった（XB-70 (航空機)#事故と余生）。ホワイトも脱出の際に脱出カプセルに腕を挟まれ、重傷を負った。
その後、1966年にホワイトはトランス・ワールド航空に入社した。1969年には飛行及び宇宙飛行分野のコンサルタントとなり、主に同型機での事故時飛行条件のシミュレーションを必要とする事故調査訴訟の分野で活躍した。
125以上の異なる機体で8,500時間の飛行経験の後で引退してアリゾナ州ツーソンで余生を過ごし、2006年にアリゾナ州で死去した。

## 受賞等
- 殊勲飛行十字章
- 9柏葉のエア・メダル
- アイヴン・キンチェロー賞（1965年）
- オクターヴ・シャヌート賞（1965年）
- ハーモン・トロフィー
- 宇宙飛行士の殿堂（1994年）